# Augustus 2006
Dit artikel geeft een chronologisch overzicht van belangrijke gebeurtenissen per dag in de maand augustus van het jaar 2006.

## Gebeurtenissen

### 1 augustus
- Fidel Castro (79) draagt zijn bevoegdheden tijdelijk over aan zijn jongere broer Raúl. Castro leed aan inwendige bloedingen en werd daarom aan zijn darmen geopereerd. Het is de eerste keer dat Castro de leiding van Cuba aan een ander toevertrouwt.
- Vanaf vandaag gelden de nieuwe spellingsvoorschriften van de Woordenlijst Nederlandse Taal, vaker het Groene Boekje genoemd. Het gaat om een paar duizend woorden. Het door het Genootschap Onze Taal uitgegeven Witte Boekje geeft een alternatief voor het Groene Boekje met meer vrijheden ten aanzien van onder andere de tussen-n. Een aantal media heeft aangegeven te kiezen voor de Witte spelling.

### 2 augustus
- De Irakese president Jalal Talabani wil dat voordat het jaar 2007 begint de verantwoordelijkheid voor de veiligheid in Irak in Iraakse handen zal zijn, en dus niet meer bij de coalitietroepen; voor hen is dan in zijn ogen nog slechts een ondersteunende rol weggelegd.
- Adam Giza, de Poolse vermoedelijke moordenaar van Joe Van Holsbeeck, is in België aangekomen voor zijn proces.

### 3 augustus
- Boris Dittrich en Lousewies van der Laan, de vorige en huidige fractievoorzitter van D66, kondigen hun vertrek uit de Tweede Kamer aan. Ook een ander D66-Tweede Kamerlid - Ursie Lambrechts - heeft aangekondigd na de verkiezingen niet terug te willen keren.

### 4 augustus
- Het Oekraïense parlement stemt in met de benoeming van Viktor Janoekovytsj tot premier. Hij zal moeten samenwerken met zijn rivaal en huidig president Viktor Joesjtsjenko.

### 5 augustus
- De Amerikaan Floyd Landis wordt ook in de contra-expertisetest positief bevonden op het gebruik van doping in de Ronde van Frankrijk, en moet hoogstwaarschijnlijk zijn behaalde overwinning nu afgeven aan de Spanjaard Óscar Pereiro.
- Het kiestribunaal in Mexico gebiedt 10% van de stembussen opnieuw te tellen, terwijl protesten van aanhangers van oppositiekandidaat Andrés Manuel López Obrador omwille van geclaimde stembusfraude doorgaan.

### 6 augustus
- In Utrecht raakt tijdens een optreden van de band Zuco 103 op de Muzikale Botenparade een houten trap naar een werf van de Oudegracht bij de Winkel van Sinkel los van de muur. Tientallen toeschouwers op en onder de trap raken gewond of te water. Drie mensen moeten naar de intensive care vervoerd worden. Een van hen overlijdt drie dagen later.
- In Bemmel zorgt een op een rotonde gekantelde tankauto voor een gevaarlijke situatie voor de omwonenden. Er stroomt zo'n 14.000 liter benzine het riool in.

### 7 augustus
- Op de Filipijnen worden ongeveer 20.000 mensen geëvacueerd omdat de vulkaan Mayon op uitbarsten staat.
- In het Zweedse Göteborg begint de negentiende editie van de EK atletiek, met 1370 atleten uit 50 landen deel.

### 8 augustus
- De Amerikaanse Senator Joe Lieberman, in 2000 nog de running mate van Al Gore, wordt verslagen in de verkiezing voor de Democratische nominatie. Hij zal nu als onafhankelijke meedoen aan de Senaatsverkiezing in Connecticut.
- Tijdens een verkiezingsbijeenkomst in een dorp in de provincie Maha Sarakam in Isaan zegt de Thaise minister-president Thaksin Shinawatra dat de kiezers in Bangkok te makkelijk misleid worden door kwalijke invloeden en dat de tijd die zij besteed hebben aan hun studies verloren tijd en geld was.
- De provincie Groningen wordt getroffen door de zwaarste aardbeving uit haar geschiedenis. Het epicentrum van de beving (3,5 op de schaal van Richter) lag bij Middelstum.

### 9 augustus
- Cuba heeft reservisten opgeroepen en de veiligheidsmaatregelen in de hoofdstad Havana versterkt. Men gist naar de redenen hiervan. President Fidel Castro ligt nog steeds in het ziekenhuis.
- 9 - Eric Smidt, de ceo van Google, introduceert cloudcomputing op een industrieconferentie.

### 10 augustus
- De Thaise minister-president Thaksin Shinawatra betitelt de bedreiging door de moslimopstandelingen in Zuid-Thailand om ook bommen te plaatsen in Bangkok en Phuket als ongeloofwaardig. Hij verklaart dat de opstandelingen daar niet toe in staat zullen zijn.
- Scotland Yard maakt bekend een geplande aanslag te hebben verijdeld waarbij moslimterroristen vliegtuigen tijdens de vlucht van Londen naar de Verenigde Staten zouden laten ontploffen. De luchthaven Londen Heathrow wordt tijdelijk gesloten.
- Grote aantallen parelkwallen beletten het zwemmen voor strandgangers langs de Middellandse Zeekust.
- Vanuit Noord-Nederland vertrekt de laatste chloortrein naar de Botlek. De tweewekelijkse transporten van AkzoNobel vanuit Delfzijl en Hengelo zijn niet meer nodig door de opening binnenkort van een chloorfabriek in Delfzijl.

### 11 augustus
- De Duitse schrijver Günter Grass, winnaar van de Nobelprijs voor de Literatuur in 1999, geeft toe dat hij tijdens de Tweede Wereldoorlog deel uitmaakte van de Waffen-SS.
- De Bank of England (de centrale bank van het Verenigd Koninkrijk) publiceert een lijst met daarop negentien verdachten - hoofdzakelijk Brits-Pakistaanse moslims - van de geplande aanslagen op trans-Atlantische vliegtuigen waarvan zij de banktegoeden heeft bevroren.
- Na de 100 meter wint Kim Gevaert op de Europese kampioenschappen atletiek 2006 ook de 200m. Haar vriendin en landgenote Tia Hellebaut wint goud op het hoogspringen. Het zijn de eerste Belgische Europese kampioenen sinds Karel Lismont in 1971.

### 12 augustus
- De Libanese regering heeft ingestemd met resolutie 1701 van de Veiligheidsraad van de Verenigde Naties over het beëindigen van de vijandigheden tussen Israël en de Libanese beweging Hezbollah, aldus de Libanese premier Fouad Siniora.
- De Nederlandse minister Hoogervorst kondigt aan geen kandidaat te zijn voor de Tweede Kamerverkiezingen 2006. Hij is de zevende bewindspersoon uit het kabinet-Balkenende III die meldt de politiek te zullen verlaten. De ministers Peijs, Veerman en Zalm en de staatssecretarissen Van Hoof, Ross-van Dorp en Schultz van Haegen gingen hem reeds voor.
- In Diergaarde Blijdorp in Rotterdam heerst mogelijk de voor mensen dodelijke variant van de vogelgriep H5N1. Dit bleek bij een routinecontrole, zo maakte het Ministerie van Landbouw zaterdagavond bekend. Een contra-expertise moet nog plaatsvinden.

### 13 augustus
- Bram Som wint op de Europese kampioenschappen atletiek 2006 goud op de 800 meter. Vanwege protesten, die uiteindelijk worden afgewezen, duurt de officiële bevestiging lang. Som is de eerste Nederlandse Europees kampioen sinds Gerard Nijboer in 1982.
- De conservatieve Iraanse president Mahmoud Ahmadinejad begint een weblog.

### 14 augustus
- Om acht uur 's morgens plaatselijke tijd is officieel de wapenstilstand tussen Israël en Hezbollah ingegaan die een voorlopig einde moet maken aan de Israëlisch-Libanese oorlog van 2006. Dit staakt-het-vuren is gebaseerd op resolutie 1701 die de Veiligheidsraad van de Verenigde Naties op 11 augustus unaniem aannam.
- De Hilversumse oplichter René van den Berg is veroordeeld tot een gevangenisstraf van vijf jaar voor het oplichten van ruim 1400 beleggers.
- In Den Haag is onrust uitgebroken nadat er een verdacht pakketje is gevonden bij het Tweede Kamergebouw. Het gebouw is ontruimd maar het bleek loos alarm. Kort daarop is ook een verdacht pakketje bij het Ministerie van Financiën, tegenover de Amerikaanse ambassade gelegen, gevonden. Ook dit blijkt loos alarm te zijn geweest.
- De NOVA-reportage Op jacht naar de Taliban is genomineerd voor een internationale Emmy Award in de categorie langlopende nieuwsverslaggeving.
- Door hoosbuien kampt het westen van Nederland met wateroverlast. De brandweer heeft meermaals uit moeten rukken om ondergelopen kelders leeg te pompen.

### 15 augustus
- Tweede Kamervoorzitter Frans Weisglas van de VVD stelt zich niet meer kandidaat voor een zetel in de Tweede Kamer bij de komende parlementsverkiezingen.
- De Brits overheid gaat moslims op vliegvelden extra controleren. Dit naar aanleiding van de geplande aanslagen op trans-Atlantische vliegtuigen.

### 16 augustus
- John Mark Karr wordt opgepakt als verdachte op de moord op de zesjarige JonBenét Ramsey in 1996. Hij bekent dat hij bij haar dood aanwezig is geweest, maar zegt dat het een ongeluk was.
- De Nederlandse Defensie meldt de vermissing van een geheugenstick in Kamp Holland, de Nederlandse basis in de Zuid-Afghaanse provincie Uruzgan.
- Het Witte Boekje verschijnt. Dit is een door het Genootschap Onze Taal uitgegeven spellingwijzer voor het Nederlands. Door overheid en onderwijs moet volgens de wet echter het officiële Groene Boekje gebruikt worden. De Vlaamse taaljournalist Ludo Permentier noemt het Witte Boekje broddelwerk.

### 17 augustus
- In Ecuador zijn zeker vijf doden gevallen na een zeer krachtige uitbarsting van de vulkaan Tungurahua.
- Randstad koopt voor 65 miljoen euro de divisie salarisadministratiebeheer PinkRoccade HR Services van Getronics.

### 18 augustus
- Landbouwminister Cees Veerman verbiedt de export van schapen, geiten en runderen vanwege het uitbreken van de herkauwersziekte blauwtong bij schapen in het Nederlandse Zuid-Limburg. Wikinieuws
- Franstalige politici zijn boos op de Vlaamse minister-president Yves Leterme, die in de Franse krant Libération zei dat de Franstaligen in de Vlaamse rand rond Brussel verstandelijk blijkbaar niet in staat zijn om Nederlands te leren.
- Bijna twee derde van de Nederlandse ondernemers wil dat Gerrit Zalm na de Tweede Kamerverkiezingen van 2006 minister van Financiën blijft.
- De Israëlische minister van Justitie Haim Ramon zal op 20 augustus aftreden omdat er een aanklacht van seksuele intimidatie tegen hem is ingediend.
- De Roma-familie die zes jaar eerder 600.000 gulden vertrekpremie kreeg, moet vanwege een huurschuld haar sociale huurwoning uit, aldus de rechter.

### 19 augustus
- Uit de rijksgevangenis van Dendermonde ontsnappen achtentwintig gevangenen. Een zestal wordt kort na de ontvluchting gepakt, de rest is nog voortvluchtig.
- De herkauwersziekte blauwtong wordt vastgesteld bij schapen en andere runderen op elf Belgische bedrijven in de Voerstreek en de provincie Luik. Wikinieuws
- De Telegraaf maakt bekend dat agenten geregeld 'bonnendagen' inlassen om hun loopbaan veilig te stellen. Ze bekeuren dan iedereen die ze kunnen betrappen. De Nederlandse Politiebond stelt dat dit nodig is om een slechte beoordeling te voorkomen.

### 20 augustus
- Terwijl protesten na de presidentsverkiezingen van 2 juli in Mexico nog altijd doorgaan en het verkiezingstribunaal nog altijd een winnaar moet uitwijzen, heeft nu ook de gouverneursverkiezing in de zuidelijke deelstaat Chiapas een omstreden verloop. In de voorlopige uitslag is het verschil tussen de twee leidende kandidaten slechts 0,22%.
- Secretaris-generaal van de VN Kofi Annan is van mening dat Israël de op 14 augustus ingegane wapenstilstand heeft geschonden door haar militaire actie van gisteren in Libanon. Israël verdedigt zich door te zeggen dat het daarmee wapensmokkel van Hezbollah wilde tegengaan.
- Een plotseling noodweer met hevige regen en windstoten veroorzaakte in de Hongaarse hoofdstad Boedapest een chaos op de feestdag van de Heilige Stefanus tijdens een vuurwerkshow aan de rivier de Donau. Van de duizenden toeschouwers werden minstens twee mensen gedood en zeker honderd raakten gewond.

### 21 augustus
- De herkauwersziekte blauwtong is vastgesteld bij schapen en runderen op drie boerderijen in de buurt van de Duitse stad Aken. Runderen van twee bedrijven in het Nederlandse Sneek en Woerden staan onder verdenking. De ziekte werd eerder al vastgesteld bij elf Belgische (provincie Luik en de Voerstreek) en twaalf Nederlandse (Zuid-Limburg) bedrijven. Wikinieuws

### 22 augustus
- De Nederlandse televisiepresentatrice Sonja Barend kondigt aan haar carrière, die in 1966 een aanvang nam, te beëindigen. In het najaar zal zij nog een serie over vijftig jaar televisie in Nederland presenteren.
- Een Russische Tupolev van Poelkovo Airlines stort neer nabij de stad Donetsk. Geen van de 170 inzittenden overleeft de ramp.

### 23 augustus
- In Oostenrijk weet het acht jaar geleden gekidnapte meisje Natascha Kampusch eindelijk te ontsnappen aan haar ontvoerder, Wolfgang Priklopil. Priklopil hield haar al die tijd gevangen in zijn kelder. Hij pleegt diezelfde dag zelfmoord door zich voor een trein te gooien.
- Een DC-10 van Northwest Airlines, onderweg van Schiphol naar Mumbai, keert onder begeleiding van F-16's terug naar Amsterdam. Bij aankomst worden twaalf passagiers gearresteerd. De volgende dag verklaart minister Donner dat er van terreurdreiging geen sprake is geweest.
- De Amerikaanse filmstudio Paramount Pictures beëindigt na veertien jaar het contract met acteur Tom Cruise.
- Ajax verliest in de ArenA van FC Kopenhagen, en is daarmee uitgeschakeld voor Champions League voetbal.
- De Duitse wielrenner Stefan Schumacher schrijft in Ans de ENECO Tour op zijn naam.

### 24 augustus
- De IAU stelt de definitie van planeet bij, waardoor Pluto niet langer een planeet is.
- De eerste Nationale Naturalisatiedag vindt plaats. De belangstelling van nieuwe Nederlanders hiervoor valt nog wat tegen. Vanaf 1 oktober 2006 is het voor nieuwe Nederlanders verplicht aanwezig te zijn. De datum van 24 augustus is gekozen omdat in de grondwet van 24 augustus 1815 voor het eerst geregeld werd wie Nederlander is.
- Agfa-Gevaert, een Vlaamse producent van foto's en films, kondigt herstructureringen aan: wereldwijd worden 2000 mensen ontslagen, van wie bijna de helft in België.

### 25 augustus
- Tijdens een begrafenis in het Gelderse Vorden komen twee mensen om het leven na een blikseminslag.
- Na langdurige intensieve neerslag (te Zomergem 129 mm in 24 uur) zijn er uitgebreide overstromingen in Oost-Vlaanderen.
- Bij de Fuji-fabriek te Tilburg worden de laatste Europese fotorolletjes van het concern geproduceerd. Voortaan worden ze alleen nog in Japan gemaakt.
- Oprichting Liberaal Democratische Partij.

### 26 augustus
- Boven de Noordzee, ter hoogte van Egmond aan Zee, wordt een waterhoos waargenomen. De gehele maand zijn al hozen waargenomen, ook boven het IJsselmeer en de Waddenzee. Dit verschijnsel doet zich voor boven warm open water bij onstabiel, buiig weer.
- Anky van Grunsven wint met Keltec Salinero in de kür een gouden medaille op de door de FEI georganiseerde Wereldruiterspelen 2006 in Aken. Ze behaalt een score van 86,100 punten.

### 27 augustus
- Comair vlucht 5191, vliegend namens Delta Air Lines, stort met 50 inzittenden neer in Kentucky. Bijna alle inzittenden komen om het leven. Alleen de copiloot overleeft de crash.
- Online game Roblox wordt gelanceerd.

### 28 augustus
- Cuba, Florida en de Bahama's bereiden zich voor op de komst van tropische storm Ernesto. Ernesto promoveerde 27 augustus kortstondig tot de eerste orkaan van het seizoen en eiste in Haïti één mensenleven.

### 30 augustus
- De Koninklijke Marechaussee zet een groot gebied rondom de Amerikaanse NAVO-basis bij het Zuid-Limburgse Schinnen af in verband met een bommelding.

### 31 augustus
- Deze maand is in Nederland de natste augustus in zeker honderd jaar geweest: het oude record van augustus 1969 is vandaag gebroken. Het KNMI deelt later mee dat er deze maand 184 mm regen tegen een gemiddelde van 62 mm is gevallen. In België is het weer deze maand ook uitzonderlijk nat geweest maar het oude record uit 1996 is niet gebroken. Wel is het volgens de metingen van het KMI de 'somberste' maand augustus geweest sinds het begin van de metingen.
- Een Nederlandse F-16-piloot komt om wanneer zijn vliegtuig neerstort in de Afghaanse provincie Ghazni.
- De Schreeuw en de Madonna, de op 22 augustus 2004 gestolen meesterwerken van Edvard Munch, worden door de Noorse politie teruggevonden.
- Radio Mi Amigo 192 zendt de laatste 84 nummers van de Top 10.000 via webradio en middengolf uit vanaf een schip voor de kust van Scheveningen, sluit daarmee 2 maanden uitzending af en haalt daardoor vermoedelijk de norm voor het Guinness Book of Records.
- De Nederlandse springruiterequipe wordt in Aken bij de vijfde Wereldruiterspelen voor het eerst in de geschiedenis wereldkampioen.

<< · januari · februari · maart · april · mei · juni · juli · augustus · september · oktober · november · december · >>